# Valenzuela manteri
Valenzuela manteri är en insektsart som först beskrevs av Sommerman 1943.  Valenzuela manteri ingår i släktet Valenzuela och familjen fransvingestövsländor. Inga underarter finns listade i Catalogue of Life.